# Xestocephalus irroratus
Xestocephalus irroratus är en insektsart som beskrevs av Henry Fairfield Osborn 1924. Xestocephalus irroratus ingår i släktet Xestocephalus och familjen dvärgstritar. Inga underarter finns listade i Catalogue of Life.